# KK Primorje 1945 Herceg Novi
KK Primorje Herceg Novi 1945, crnogorski košarkaški klub iz Herceg Novog.

## Povijest
Osnovan je 1945. godine. Natječe se u IA košarkaškoj ligi Crne Gore. 

## Vanjske poveznice
- Facebook Košarkaški klub "Primorje 1945" Herceg Novi
- Eurobasket
- Instagram